# アントワーヌ・シャルル・ルイ・ド・ラサール
アントワーヌ・シャルル・ルイ・ド・ラサール（Antoine Charles Louis, comte de Lasalle、1775年5月10日 - 1809年7月6日）はフランス革命戦争・ナポレオン戦争期のフランスの軍人、将軍。
短い生涯の中で数々の偉業を成し遂げ、「当代随一の騎兵指揮官」と称される。最終階級は師団将軍。

## 生涯

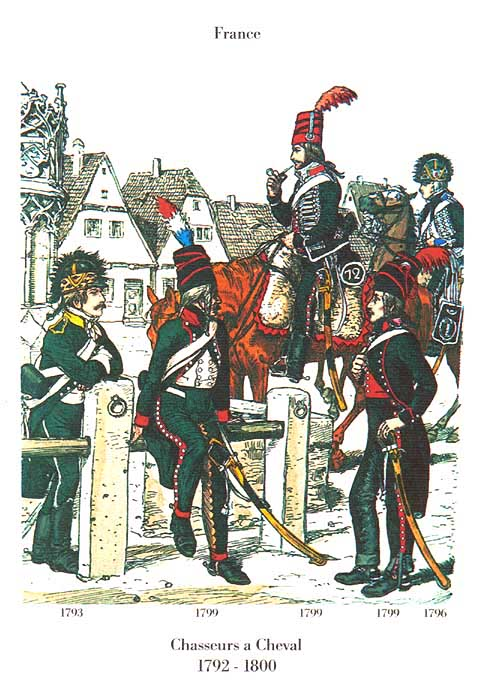
フランス猟騎兵。 革命時、ラサールは23歳であった。（リチャード・クノテル画、1792年 - 1800年)

### 出生 - 青年時代
アントワーヌ・シャルル・ルイ・ド・ラサール（以下ラサール）は1775年5月10日、フランスのメスに下流貴族の子供として生まれた。
ラサール家は代々軍人を輩出する家柄であり、父は王立フランス軍の将校であった。
ラサールは11歳にしてアルザス歩兵連隊の少尉代行として入隊し、14歳の時には少尉に昇進した。
1789年にフランス革命が勃発するとラサールは軽騎兵連隊を率いて各地を転戦し、中尉に昇進した。  
しかし、1792年に共和政府が発足すると貴族出身の将校達は解雇された。ラサールも例外ではなく、官位を剥奪され職を失った。だが、ラサールの軍務に対する熱意は消えることはなかった。同年、密かにパリに移動し、国民衛兵に入隊した。
ラサールは1793年イタリア方面軍の志願兵として再度入隊した。曹長に抜擢されると、早速『騎兵連隊を率いて敵の砲兵部隊を捕獲する』という殊勲を立てた。この功績により、上司から将校になるように提案されたが、同僚や部下達と離れることを憂慮して断った。

### イタリア戦役

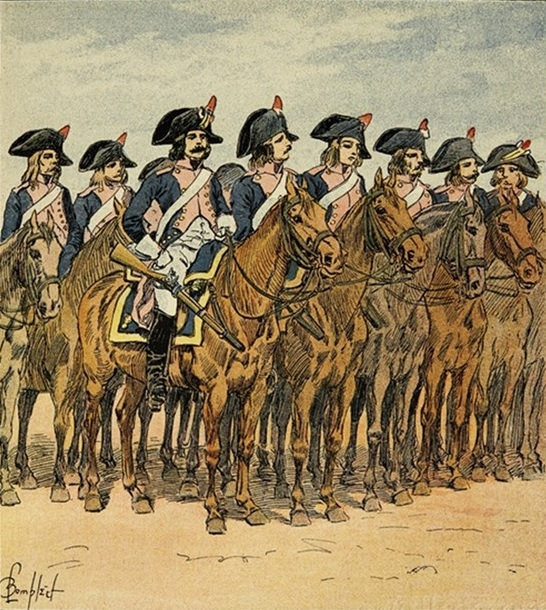
イタリアの騎兵部隊。 18人の騎兵がヴィチェンツァへの遠征でラサールに従った。 （ルイ・ボンブルド画)

1795年3月、ラサールは家族ぐるみの付き合いがあったケレルマン家の当主C・ケレルマンの計らいによって中尉に復帰した。1795年5月から1年間、F・ケレルマンの高級副官としてイタリア遠征に従軍し、その活躍を讃えられて1796年12月7日には大尉に昇進した。

### リヴォリの戦い
リヴォリの戦いで、ラサールはフランス中央軍の騎兵連隊を任された。フランス中央軍の司令官であるジュベール将軍は30,000人近い敵相手に10,000人程度で応戦しており、厳しい状況にあった。しかし、ラサールは敵軍が上手く統率を取れていないことを見抜いていた。ラサールは敵軍が防御態勢から追撃状態に移った段階で統率が完全に失われたと認識し、騎兵200人による猛襲を仕掛けた。

敵軍はあまりにも突発的な出来事に混乱状態に陥り、後退を始めた。ラサールはこれを猛追し、大いに打ち破った。この際にオーストリア軍の精鋭部隊であるドイツ騎士団長連隊は壊滅した。さらに追撃中に11旗ものオーストリア軍旗を捕獲し、その内5旗はラサール自らが捕獲したものだった。戦後、積み上げられた旗を前にし、疲れきったラサールに対してナポレオンはこう言った。「君はその旗の上で寝るのがふさわしい。」

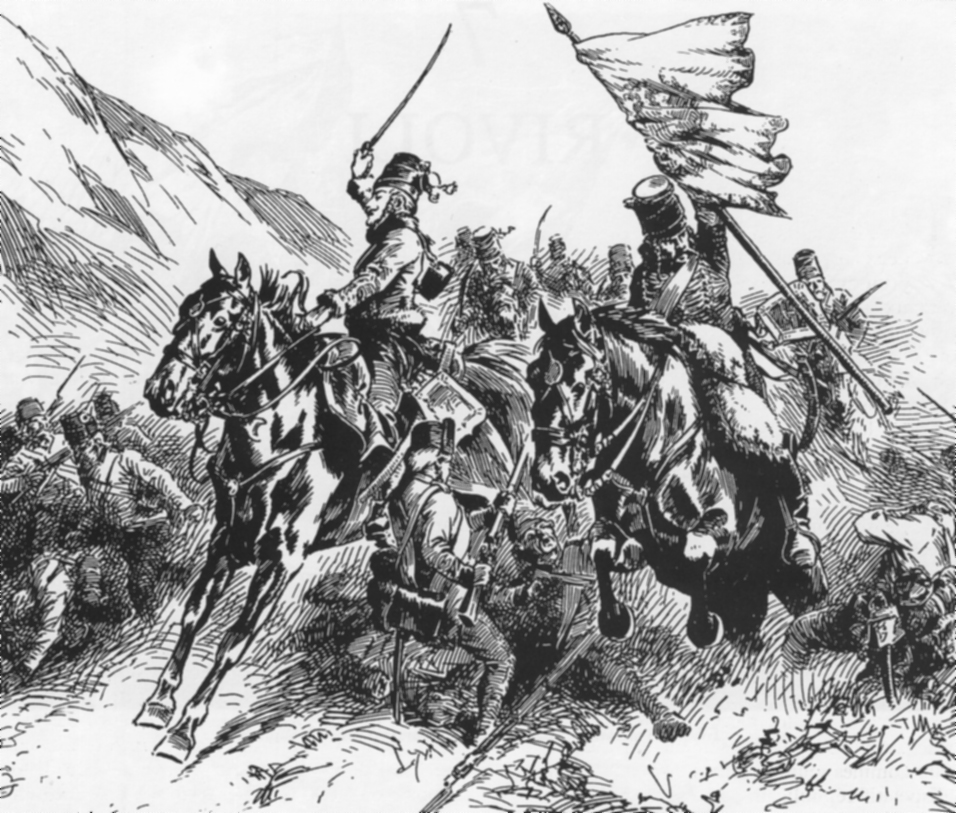
リヴォリの戦いにおける連隊長ラサール（ビクター・ヒューン画）。

続けてラサールは敵のウーラン部隊に突撃を仕掛け、タリアメントまで退却させた。ラサールはさらに追撃を仕掛け、ウーラン部隊をイタリアから放逐した。
リヴォリの戦いでラサールは戦況を大きく変える決定的な働きをした。この大功により少佐に昇進した。
couche-toi dessus, tu l'as bien mérité
後にこの日にラサールが演じた決定的な役割を次のように確認。    
c'est Masséna, Joubert, Lasalle et moi qui avons gagné la bataille de Rivoli

### エジプト遠征
ラサールはナポレオン本隊に先行してアレクサンドリアから侵攻し、カイロに入城した。
ピラミッドの戦い
1798年7月5日に起きたピラミッドの戦いでは軽騎兵60人を率いて防御の手薄なエムバベ村を奇襲し、守備隊を壊滅させた。そのまま砂漠地帯を追走し、ギザのピラミッド方面から駆けつけた別働隊と共に、数えきれない程の敵兵を殲滅した。
この活躍により中佐に昇進した。

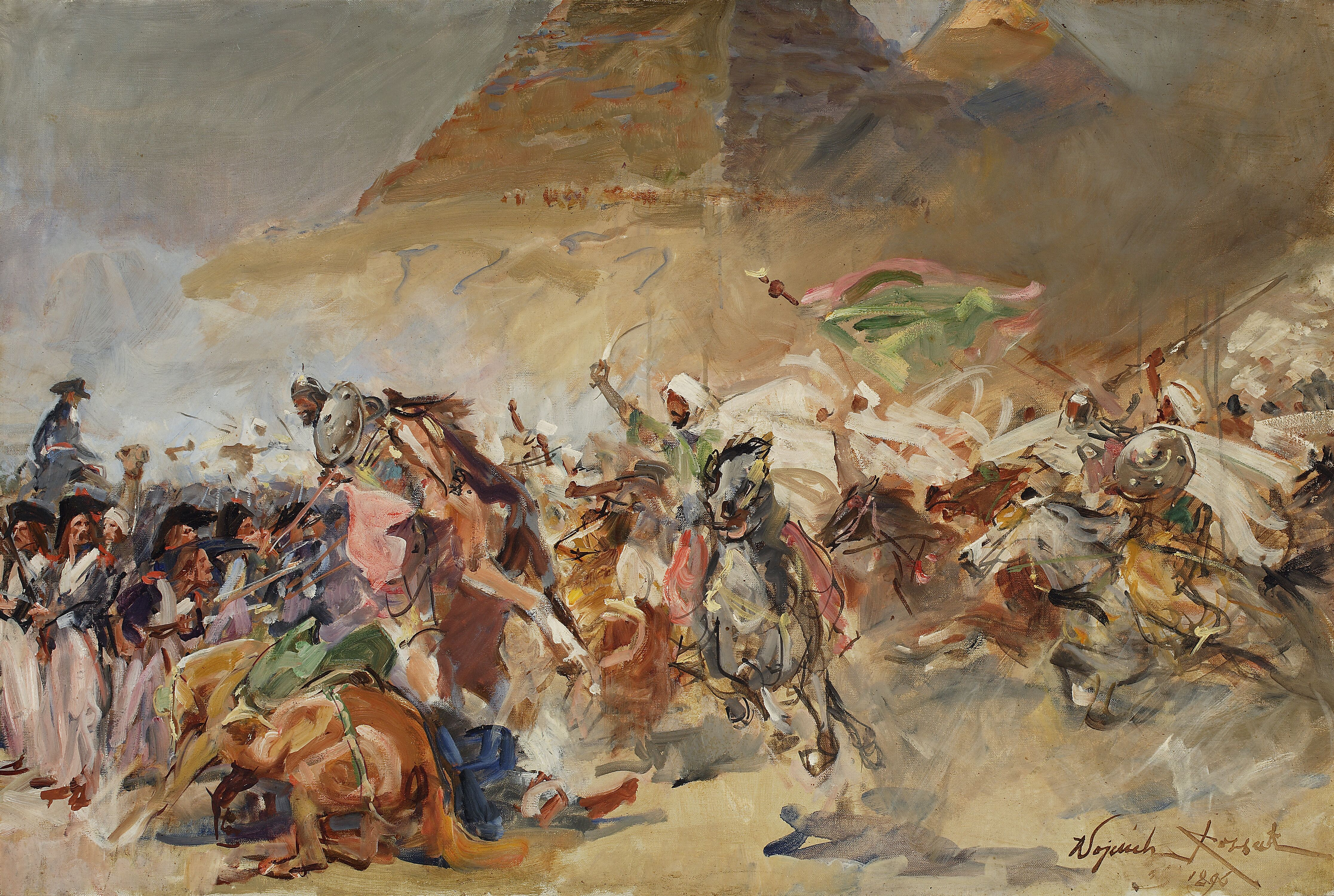
1798年7月21日のピラミッドの戦い。 戦いの最中、ラサールは60人の騎手でマメルケ族の退却を断ち切った。（ヴォイチェフ・コサック画)

その後、ナイル方面に帰還し、サラヒーの戦いに参加した。彼は戦闘中に手首を斬られ、サーベルを落としたが、すぐにサーベルを拾い、何事も無かったかのようにそのまま戦い続けた。
レメディーの戦い
2週間後のレメディーの戦いでは敗北寸前のダヴー軍を騎兵突撃で救援し、彼の命を救った。そのままマムルーク達を切り崩しながら攻勢を仕掛け、逆転勝利を果たした。
サマンホートの戦い
1799年1月22日に起きたサマンホートの戦いでは数回、見事な騎兵突撃を行い、敵軍を敗北に追い込んだ。
ジェヘミの戦い
3月1日に起こったジェヘミの戦いでも彼は決定的な働きをし、増援として駆けつけたアラブ軍を完膚なきまでに叩き潰した。この際に300人を超える敵兵を葬った。このように、ラサールはエジプト北方部の征服に多大なる貢献をした。
1800年1月24日、エル・アリッシュ協定が結ばれると、ラサールはフランスに帰国した。
同年8月5日、ラサールはナポレオンからエジプト遠征での活躍を称され名誉のサーベルと高価な二丁拳銃を贈与された。これは、レメディーの戦いで愛用していたサーベルと拳銃を失ったラサールに対するナポレオンからの"粋"な計らいであった。
同年8月25日には大佐に昇進し、軽騎兵旅団の旅団長に就任した  。
カイロへの道は開いているが、ボナパルトは残らず。 マムルークの部隊が脱出をカバーするために道路に配備されるが、たった150人の男性しかいないラサールは、告発。 2人の敵の間で激しい戦いが始まる  ： 
Lasalle a son sabre qui tombe en parant un coup terrible, il saute de cheval, ramasse son arme, combat à pied contre plusieurs mamelucks qui s'acharnent contre ce jeune chef, mais Lasalle en blesse trois, tue un cheval, remonte sur sa monture et continue le véritable tournoi qui se livre
ルクレールのドラゴンの到着は最終的にマムルーク族を撤退させた。 ラサール軍では、20人の負傷者を出した戦隊長デトレを含む52人の兵士が行動不能になった 。

### フランスに戻る
1800年にラサールはフランスに戻る。 ナポレオン （1800年テルミドール17世の決定）の手から、ピストルと名誉の剣を受け取ったとき、ラサールはこの有名な言葉を残した。 
Tout hussard qui n’est pas mort à trente ans est un jean-foutre.
Tout hussard qui n’est pas mort à trente ans est un jean-foutre.
大佐になってラサールは「恐ろしい子」のように見えます」   ：強い酒の愛好家である彼は、 ソシエテデアソシフェ （ou desAlterés）を設立した。   

### 結婚式
フランス滞在中に、ラサールはジョゼフィーヌ・ベシェール（ベシェール元帥の義妹）と婚約した。
日頃から彼に目をかけていたナポレオンは祝い金として200,000フランを渡したが、一向に挙式しなかった。ある日、チュイルリー宮殿で偶然ラサールに出会ったナポレオンは質問した。「いつ、結婚式を挙げるんだ？」ラサールは答えた。「陛下、結婚祝いと調度品を購入次第、式を挙げようと思います。」ナポレオンは訝しげに「先週、200,000フランも渡したではないか？何故それを使わないのか？」と言った。ラサールはしれっと「200,000フランの内、半分を借金返済に、残り半分をギャンブルに使いました。」と答えた。並の器量の上司ならば激怒し、彼を軍務追放に処したであろう。しかし、ナポレオンは激怒する代わりに呆れたような微笑を湛えながら彼の肩をぽんぽんと叩いて去っていった。彼はその微笑みの意味が分からなかった。しかし、数日後に彼の手元に200,000フランが届いた時に初めてその微笑みの意味を知ることとなった。

### スペインにて
1804年6月4日に彼はスペイン方面軍の軍団長に任命され、サラマンカに転勤した。スペイン在住時は暇つぶしにサーベルによる決闘やギャンブル等をして自由きままに過ごした。
1805年2月1日にこれまでの功績を称えられ、准将に昇格した。
その後も数ヶ月間退屈な日々を送ったが、東方でオーストリア・ロシアの連合軍がライン川に沿って進軍してくると状況は一変した。ナポレオンはこれらの軍勢を撃滅するべく、ラサールを派遣することを決定したのだった。

### プロイセン、ポーランド戦役
前線に派遣されたラサールはミュラ元帥の予備軍を率いることとなった。
アウステルリッツの戦い
```
アウステルリッツの戦いではミュラの予備軍として
竜騎兵
を率い、迅速にロシア軍背後に迂回し、突撃を仕掛けた。敵軍は為す術無く潰走した。この活躍により精鋭軽騎兵旅団の指揮を任されるようになった。この旅団はプロシア戦役において比類無き活躍をし、敵から「地獄旅団」と恐れられるようになる。
```

イエナの戦い
```
イエナの戦いにおいてラサールは「地獄旅団」を率いて激しい騎兵突撃を行い、プロイセン親衛隊を捕獲し、
ホーエンローエ
軍を退却させた。そして、ホーエンローエ軍をツェーデニック近くの森まで追撃した。ここで戦列を立て直したホーエンローエは圧倒的数的優位を背景に反撃を試みたが、ラサールは突撃を敢行し、敵軍を大きく押し戻した。さらに援軍として
グルーシー
将軍が到着すると、ホーエンローエ軍を見事に打ち破った。敵の残兵はてんでんばらばらの状態で森に逃げ込んだ。
```

```
同年10月28日にラサールは
プレンツラウ
に到達した。プレンツラウには多くのホーエンローエ軍の残兵が集っていた。遅れて到着したミュラ元帥は彼に「街の北門を猛襲せよ。」と命令した。ラサールは迅速に騎兵を招集し、北門を打ち破って街に雪崩れ込んだ。しかし、数分前に敵軍は北東方向にあるステッチン要塞に向けて街を発っていた。
```

ステッチンにて 
```

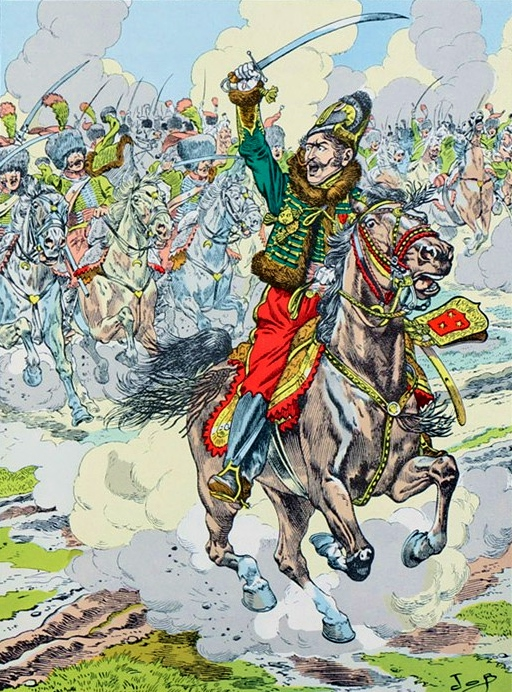
1806年10月28日、プレンツラウにおけるラサール将軍と彼の「地獄の旅団」、 （ヨブ画）

後日、ラサールはステッチン要塞に到達した。彼は到着するや否や臨戦態勢を整えた。その様子を見て、敵軍の主将は書簡で「ステッチン要塞は我が軍勢で頑丈に守られている。我々はたとえ最後の一兵になろうとも戦い抜くつもりだ。」と書き送り、強い交戦意志を示した。これに対し、ラサールは「もうじき味方の増援砲兵部隊50,000が到着する。そして24時間以内に要塞を破壊し尽くすだろう。（実際には増援部隊は存在しない）」とはったりをかけた。敵の主将はその書面を見て狼狽え、降伏の交渉を行うことに決めた。
10月29日 - 30日の間に5,000人のプロイセン兵が投降し、281門の大砲が運び出された。
```

一連の活躍で彼は国民的英雄となった。ナポレオンも彼の機転の利いた行動に大変満足した。

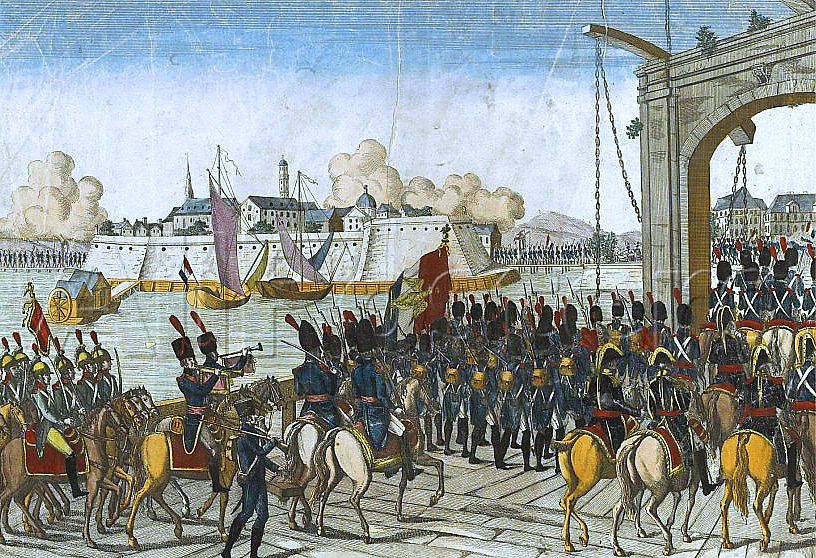
ステッチン要塞の攻略（作者不明、19世紀）

ゴウミンの戦い
```
ゴウミン
の戦いでは「地獄旅団」を率いてロシアに対して二回騎兵突撃を仕掛けた。一回目の突撃では部隊間の統制が上手くとれておらず、大した戦果を挙げられなかった。しかし、2回目は部隊を第7騎兵連隊のみに絞り、敵の側面から突撃した結果、大いに打ち破ることに成功した。ロシア兵は壊滅状態に陥り、追撃してくる「地獄旅団」に戦き、支離滅裂しながら逃亡した。
```

1806年にラサールは師団長に昇進し、ミュラの軽騎兵師団を任されるようになった。この中には、かの有名なポーランド軽騎兵部隊も含まれていた。
リジバルクの戦い
```
1807年6月12日、ミュラ元帥はロシア軍の竜騎兵部隊90,000<>に包囲されていた。急いで駆けつけたラサール率いる「地獄旅団」は時機を見計らってミュラの騎兵部隊と挟撃を行い、ミュラの救出に成功した。この際に6,000人近くのロシア兵を死傷させた。
```

これらの活躍によりナポレオンから一等ナイト爵位を授与された。

### 半島戦争

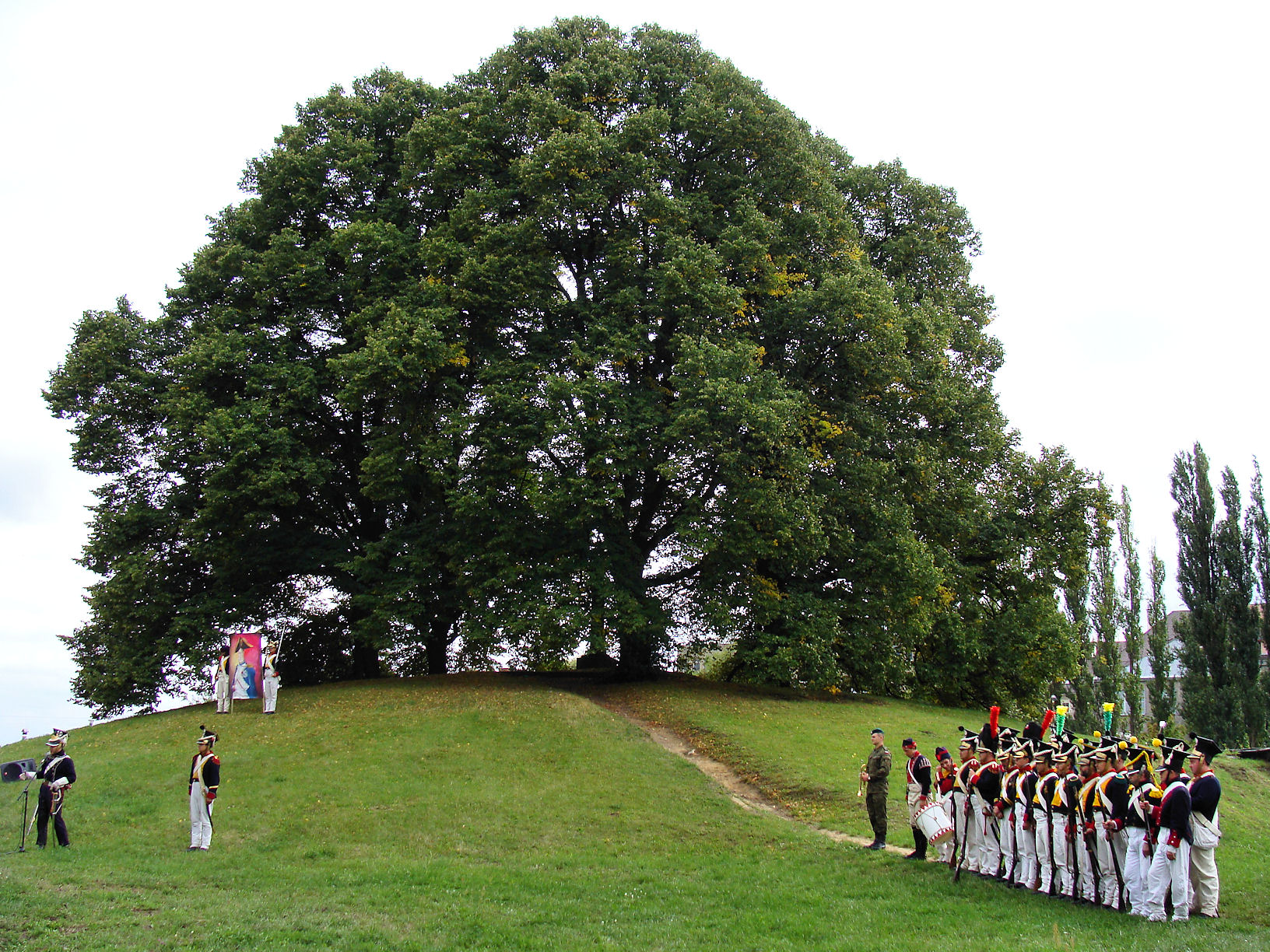
シュテッティンのナポレオンの丘（現在はポーランドのシュチェチン ）。 前景には、ナポレオン時代の制服を着た歴史的再現のグループ。

### オーストリア戦役
1809年5月13日にラサールは軽騎兵を率いてライン川を渡河し、戦列を整えた。
アスペルン・エスリンクの戦い
```
5月21日アスペルン・エスリンクの戦いが勃発した。朝8時頃のアスペルンではすでに一進一退の攻防が繰り広げれていた。
ナポレオンは戦況を打開すべくラサールに、前線で交戦中の
マラッズ
将軍を援護するように命令した。ラサールは軽騎兵を率いてオーストリア軍を側面から激しく突撃し、ついには敵を敗走させた。その後、フランス歩兵軍団が後詰めとして攻勢をかけ、前線を押し上げた。
17時頃に、彼はもう一度オーストリア軍に猛烈な突撃を仕掛け、前衛部隊を打ち破った。
```

```

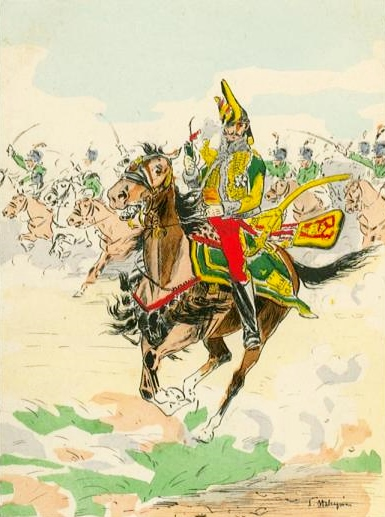
騎兵隊の指揮を執るラサール伯爵。 (ルイ・フェルディナンド・マレスピナ画)

次の日の戦いではフランス第4軍団の援護を任された。 ラサール率いる軽騎兵部隊は霧に紛れて静々と敵軍に近付くと、一気に奇襲を畳み掛けた。敵兵は霧散し、壊滅状態に陥った。この活躍により敵の伏兵作戦は頓挫し、第4軍団は難なく戦場に辿りつくことが出来た。 その後、主戦場に赴いたラサールはランヌ将軍が部隊を展開するまでの前線指揮を任された。ラサールは無謀な突撃を一回行い、敵に挫かれたものの、その後は必死の督戦で何とか持ち堪えた。
```

### 最後の戦い
ヴァグラムの戦い
```
1809年7月5日、ラサールにとって最後の戦いであるヴァグラムの戦いが勃発した。ラサールは
マッセナ
元帥旗下の第5軽騎兵師団を率いた。マッセナは切り札としてラサールを用いるべく、最後まで戦力を残しておいた。
```

ラサールは戦う前から自らの死を予知していた。
彼は死の前日、自分の鞄を開いた時に"愛用のパイプ"が折れ、"妻愛用のグラス（形見として大事に持ち歩いていた）"が壊れているのを発見した。そして、自分の死を直感的に察したのであった。
彼は出陣前に、皇帝に向けて「子供達をよろしく。」と書かれた手紙を送り、妻に向けて「私の心は君と共にある、私の血は皇帝と共にある。私の人生は名誉と共にある。」と書かれた遺書を送り、戦場へと向かった。
```
6日の夜、マッセナ元帥はラサールに
マクドナル
元帥の支援を行うように要請した。ラサールはすぐさま騎兵師団を招集し、こう演説した。「もうじき戦闘は終了する！手ぶらで母国には帰る訳にはいかぬ！さあ、行こう！我についてこい！」
```

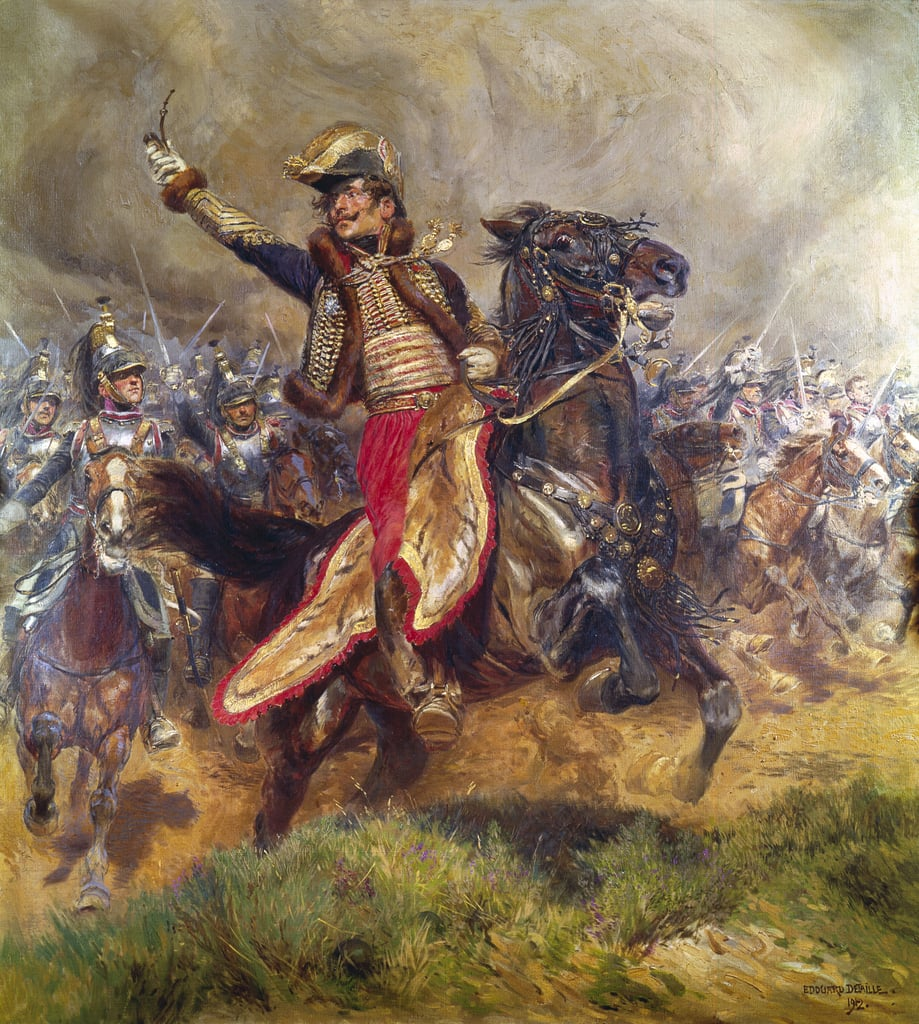
ヴァグラムの戦いにおけるラサールの最後の勇姿

ラサールは第一胸甲騎兵師団と合同でオーストリア軍に騎兵突撃を仕掛けた。オーストリア兵は一斉射撃を行い、一発の銃弾が彼の腰に当たった。しかし、彼は猛然と突撃を敢行した。余りの突撃の激しさに敵の歩兵部隊は壊滅し、撤退を始めた。事態は明らかに好転しつつあった。その時、ハンガリー擲弾兵が放った一発の銃弾が彼の眉間に命中した。彼は広大な草原の上にばさりと倒れた。戦場に生き、戦場に倒れた「世界一の騎兵」の享年は若干34歳であった。 

彼は34歳で亡くなり、自分が設定した年齢制限を4年超えていた。 妻に書いた最後の手紙で、彼は次のように書いた  ： 
Mon cœur est à toi, mon sang à l’Empereur, ma vie à l’honneur.
Mon cœur est à toi, mon sang à l’Empereur, ma vie à l’honneur.
彼の遺体は1891年に オーストリアからアンヴァリッドに運ばれた。帝国令 1 janvier 1810 ラサールの像をコンコルド橋に置くよう命じた。 メスの通りが彼の名前を取り、彼の肖像画はオテルドヴィルのサロンの1つに置かれた。 1891年にルネヴィルに彼の像が建てられた。 彼はベルサイユ宮殿 の戦いのギャラリーで胸像を持ち凱旋門（東柱）の下に彼の名前が刻まれている。 パリ19通りは彼の名にちなんで名付けられた。

## 人物像
彼の向こう見ずで豪胆無比な性格は騎兵指揮官に打ってつけであり、自らサーベルと拳銃を駆使して敵陣に斬り込んでいく姿は敵味方問わず感嘆の的であった。又、幼い頃から実戦に参加していた為、豊かな戦術眼も備わっていた。反面、貴族出身である彼は豊かな教養も身につけており聡明さや利発さにおいても一歩抜きん出た存在であった。
一方、重度のアルコール中毒者でもあり戦場以外では”常に酒を飲み、毒舌や暴言を吐いていた”と言う。 ある日、同僚が積み重なったワインボトルを数え終えると、ラサールに質問した。「アルコール中毒で死ぬ気か？」これに対してラサールはこう答えた。「30歳で死ななかった軽騎兵はクズだ。」
ギャンブラーではあったものの、家庭内では良き父親であったらしい。又、子供にはアレクサンドラ、オスカー、ジョゼフの3人がいた。
指導者としても優秀であり、彼は部下に対して徹底的にホースマンシップと規律厳守を叩き込んだ。この姿勢は戦場で抜群の効力を発揮した。
彼の元で働いたポーランド兵士は「ラサール将軍は元帥としての資質が備わっている、堂々としたお方で、非常に多くの兵士達から慕われている。私が思うにミュラ元帥よりもラサール将軍の方が元帥にふさわしいのは誰の目から見ても明らかである。」と記している。

## 名誉称号
- 名誉の軍団の騎士[5] 。
- 軍団の名誉の司令官 　1804年6月14日。
- 名誉軍団の大将 　1808年9月4日。

## 後世

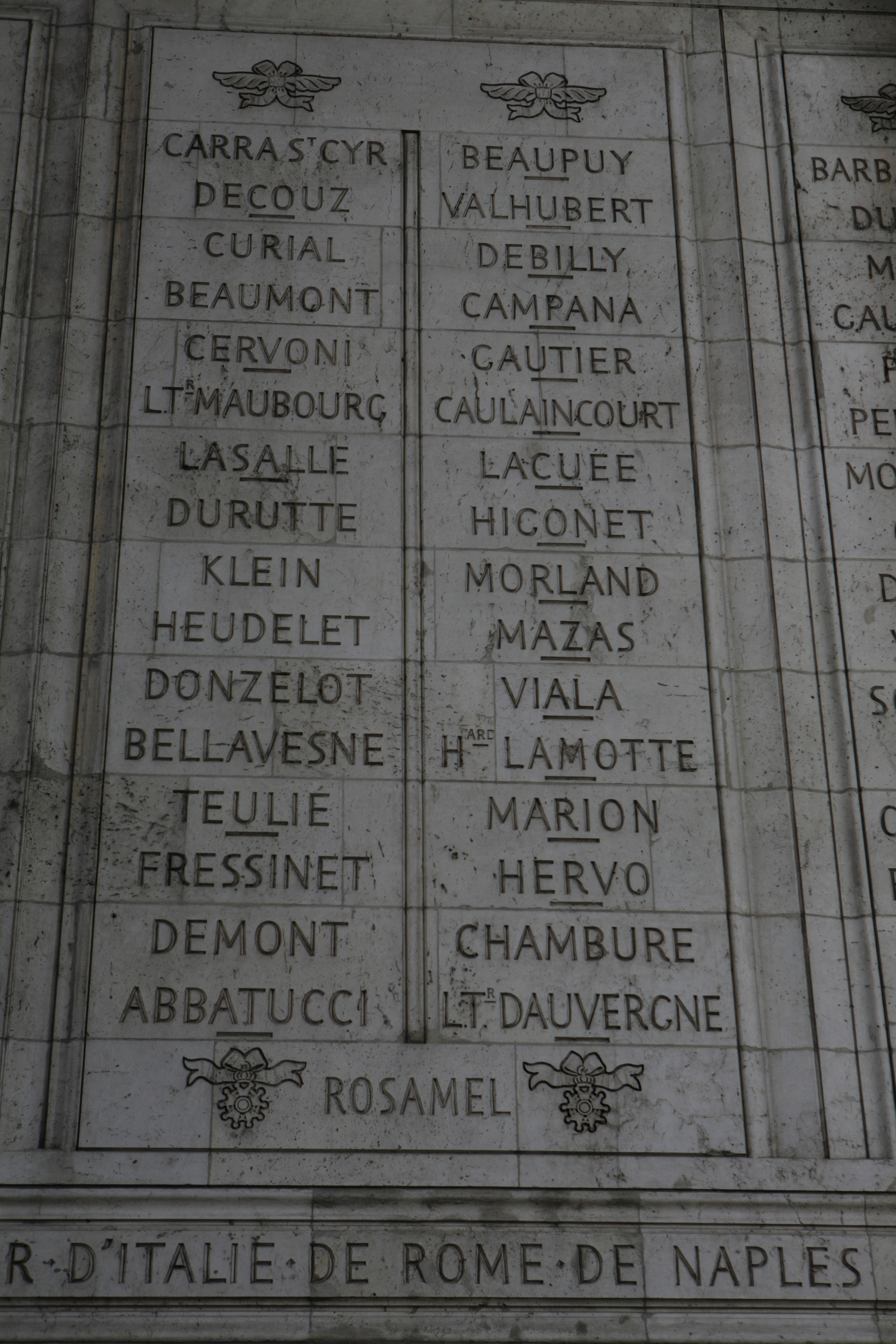
凱旋門の下に刻まれた名前 ：柱東 17番目と18番目 。

- 1891年、彼の遺体はオーストリアからアンヴァリッドに送還された
- 1893年、アントワーヌ・シャルル・ルイ・ド・ラサールによる彫刻がルネヴィル城の中庭に建てられた
- 1894年、パリのジュネーラルラサール通りが敬意を表して開設された
- 1フランスのサン・シル特別軍事学校 （1979-1981）1979年、彼は166番目のゴッドファーザーに
- 2003年、 サンシル軍事大学で彼の名前で建物の名前が付けられた
- 兵舎のルアーでのオート・ソーヌ収容され1  1997年までのドラゴンは 「Quartier Lasalle」の名前を冠していた
- 旧ルネヴィル・シェヌヴィエールの基地は在欧アメリカ空軍帰去後に「クォーターラサール」と改名

## 引用
- Tout hussard qui n’est pas mort à trente ans est un jean-foutre.
- Mon cœur est à toi, mon sang à l’empereur, ma vie à l’honneur. (À sa femme.)
- C’est déjà un plaisir assez grand que celui de faire la guerre ; on est dans le bruit, dans la fumée, dans le mouvement ; et puis quand on s’est fait un nom […], quand on a fait fortune, on est sûr que sa femme et ses enfants ne manqueront de rien ; tout cela est assez. Moi je puis mourir demain.
- Un hussard qui ne fume pas est un mauvais soldat.